# Dynkinscher π-λ-Satz
Der Dynkinsche π-λ-Satz (nach Eugene Dynkin) ist ein Satz aus der Maßtheorie, einem Teilgebiet der Mathematik. Er trifft eine Aussagen darüber, unter welchen Bedingungen zwei Mengensysteme übereinstimmen. Er dient beispielsweise beim Prinzip der guten Mengen als Hilfsmittel.

## Aussage
Sei {\displaystyle {\mathcal {M}}} ein Mengensystem sowie {\displaystyle \sigma ({\mathcal {M}})} die von dem Mengensystem erzeugte σ-Algebra und {\displaystyle \delta ({\mathcal {M}})} das von dem Mengensystem erzeugte Dynkin-System.
Die Aussage lautet nun: Ist {\displaystyle {\mathcal {M}}} ein durchschnittsstabiles Mengensystem, so stimmen die von ihm erzeugte σ-Algebra und das von ihm erzeugte Dynkin-System überein. Es gilt dann also
{\displaystyle \sigma ({\mathcal {M}})=\delta ({\mathcal {M}})}.

## Namensgebung
Die Benennung des Satzes folgt daraus, dass Dynkin-Systeme auch λ-Systeme genannt werden und durchschnittsstabile Mengensysteme auch π-Systeme heißen. Somit lässt sich der Satz auch wie folgend formulieren: Die erzeugte σ-Algebra eines π-Systems ist gleich dem erzeugten λ-System des π-Systems.

## Beweisskizze
Es ist {\displaystyle \delta ({\mathcal {M}})\subset \sigma ({\mathcal {M}})}, da jede σ-Algebra ein Dynkin-System ist und {\displaystyle \delta ({\mathcal {M}})} das kleinste Dynkin-System, das {\displaystyle {\mathcal {M}}} enthält.
Es ist dann noch zu zeigen, dass {\displaystyle \delta ({\mathcal {M}})\supset \sigma ({\mathcal {M}})}.
Dazu zeigt man, dass das Dynkin-System {\displaystyle \delta ({\mathcal {M}})} eine σ-Algebra ist. Dann enthält das Dynkin-System die σ-Algebra, da das Dynkin-System den Erzeuger {\displaystyle {\mathcal {M}}} enthält und {\displaystyle \sigma ({\mathcal {M}})} die kleinste σ-Algebra ist, die den Erzeuger enthält.
Ein Dynkin-System ist aber genau dann eine σ-Algebra, wenn es durchschnittsstabil ist. Also ist die Durchschnittsstabilität zu zeigen. Dazu definiert man das Hilfsmengensystem
{\displaystyle {\mathcal {D}}_{1}:=\{A\in \delta ({\mathcal {M}})\,|\,A\cap B\in \delta ({\mathcal {M}}),\,B\in {\mathcal {M}}\}\supset \{A\in {\mathcal {M}}\,|\,A\cap B\in \delta ({\mathcal {M}}),\,B\in {\mathcal {M}}\}={\mathcal {M}}},
da {\displaystyle {\mathcal {M}}} ein durchschnittsstabiles Mengensystem ist. Nun kann man zeigen, dass auch {\displaystyle {\mathcal {D}}_{1}} ein Dynkin-System ist. Da aber {\displaystyle {\mathcal {D}}_{1}\subset \delta ({\mathcal {M}})} ist und {\displaystyle {\mathcal {M}}\subset {\mathcal {D}}_{1}} gilt, ist dann {\displaystyle {\mathcal {D}}_{1}=\delta ({\mathcal {M}})}.
Nun bildet man das zweite Hilfsmengensystem der durchschnittstabilen Mengen des Dynkinsystems
{\displaystyle {\mathcal {D}}_{2}:=\{A\in \delta ({\mathcal {M}})\,|\,A\cap B\in \delta ({\mathcal {M}}),\,B\in \delta ({\mathcal {M}})\}}.
Per Definition ist dann {\displaystyle {\mathcal {D}}_{2}\subset \delta ({\mathcal {M}})}, aber da nach der obigen Aussage auch {\displaystyle {\mathcal {D}}_{1}=\delta ({\mathcal {M}})} gilt, ist {\displaystyle {\mathcal {M}}\subset {\mathcal {D}}_{2}}. Nun lässt sich zeigen, dass auch {\displaystyle {\mathcal {D}}_{2}} ein Dynkin-System ist, also ist {\displaystyle {\mathcal {D}}_{2}\supset \delta ({\mathcal {M}})} und damit auch {\displaystyle {\mathcal {D}}_{2}=\delta ({\mathcal {M}})}. Da {\displaystyle {\mathcal {D}}_{2}} nach Definition durchschnittsstabil ist, ist auch {\displaystyle \delta ({\mathcal {M}})} durchschnittsstabil, also eine σ-Algebra, was zu zeigen war.